# Zarzecze (powiat jasielski)
Zarzecze – wieś w Polsce położona w województwie podkarpackim, w powiecie jasielskim, w gminie Dębowiec.
Wierni Kościoła rzymskokatolickiego należą do parafii Świętego Bartłomieja Apostoła w Dębowcu.
W latach 1975–1998 miejscowość należała administracyjnie do województwa krośnieńskiego.

## Położenie geograficzne
Zarzecze położone jest na prawym brzegu Wisłoki i najprawdopodobniej nazwa pochodzi od położenia wsi za rzeką Wisłoką. Przez wieś przebiega droga wojewódzka nr 992 łącząca Jasło z Duklą. Od zachodu wieś graniczy z Dębowcem, od wschodu z Nowym Glinikiem, od północy z Majscową, od południa ze Świerchową.

## Historia
- 1383 – Pierwsza wzmianka o istnieniu Zarzecza znajduje się w opisie wójtostwa dębowieckiego. W dokumencie tym wymienia się istnienie młyna w Zarzeczu.
- Rejon Dębowiec-Zarzecze był skrzyżowaniem ważnych dróg o znaczeniu handlowym i wojskowym. Jedna droga wyznaczona przez Kazimierza Wielkiego dla kupców sandomierskich, wiodła doliną Wisłoki do Żmigrodu i dalej na Węgry przechodząc przez Zarzecze.
- Druga droga wiodła z Biecza przez Dębowiec, Zarzecze i dalej przez Łajsce, Łubno do Krosna i Sanoka. Wieś należała do starostwa dębowieckiego.
- 1423 – Król Władysław Jagiełło nadaje niejakiemu Hankowi wójtostwo w mieście Dębowcu, zezwalając na lokację nowej wsi na Zarzeczu[6].
- 1581 – Właścicielem Zarzecza był starosta Dębowca Jerzy Mniszek. Wieś wtedy liczyła ok. 90 mieszkańców, żyła w nędzy, wykorzystywana przez dziedziców i poborców podatkowych. W 1754 r. zaistniał konflikt między starostą dębowieckim a chłopami z Zarzecza. Poddani Zarzecza i okolicznych wsi złożyli przysięgę, że nie będą posłuszni staroście. Wybrali członków, którzy pilnowali, aby żadna wieś nie odrabiała pańszczyzny i nie oddawała powinności dla dworu.
- 1849 – pańszczyzna została zniesiona i chłopi wykupili dotychczas uprawiane ziemie.
- 1869 – założono szkołę, która mieściła się w jednej izbie dymnej.
- 1895 – Zarzecze (albo: Zarzyce) liczą 245 domów i 832 mieszkańców: 825 rzymskich katolików i 7 Izraelitów)[7].
- 1900–1907 wieś liczyła ok. 787 mieszkańców. W tych latach prowadzona jest szkoła dwuklasowa i Kółko Rolnicze zrzeszające 81 członków. Kółko Rolnicze prowadziło czytelnię i wypożyczalnię książek. Rolnicy wieczorem czytali "Przewodnik Kółek Rolniczych" a zdobyte wiadomości wykorzystywali w swoich gospodarstwach. Sprowadzano i sadzono drzewa owocowe. Przy uprawie gleby zaczęto stosować nawozy mineralne.
- 1904 r. została założona ochotnicza Straż Pożarna a założycielem tej jednostki był Bartłomiej Konopka – prezes Kółka Rolniczego.
- W tym czasie dużo ludzi wyjechało do Ameryki, Węgier, Austrii w poszukiwaniu pracy, ponieważ nie znajdowali zatrudnienia we wsi i okolicy z uwagi na brak przemysłu. Nieliczni mieszkańcy znaleźli pracę w powstających zakładach przemysłowych w Jaśle. We wsi znajdowały się tylko chałpnicze zakłady: szewskie, czterech kowali, czterech cieśli i jeden krawiec.
- 1925 r. powstało Koło Gospodyń Wiejskich, które działa do dzisiaj. Istniał też Związek Młodzieży Wiejskiej i Ludowy Zespół Sportowy. Był także we wsi sklep spożywczo-przemysłowy. Rozwijało się życie kulturowe wsi. Młodzież organizowała przedstawienia teatralne, z którymi jeździła po okolicznych wsiach. Zakładała poletka doświadczalne, na których uprawiano różne warzywa.
- 1939 – Wybuch II wojny światowej i długie lata niewoli wpłynęły na zahamowanie zapoczątkowanego rozwoju wsi. Wojna wstrzymała emigrację ludności, co było przyczyną przeludnienia wsi i bezrobocia. Szerzyły się choroby, zwłaszcza wśród dzieci. W walce z okupantem oddało życie ok. 50 osób. Zarzecze zostało wyzwolone 15 stycznia 1945 r.
- 1946–1947 – wybudowano drewnianą remizę OSP.
- 1958 – wieś zelektryfikowano.
- 1967–1973 wykonano gazyfikację wsi.
- 1996 – oddano do użytku dom ludowy, remizę OSP oraz kapliczkę z figurą Matki Bożej Płaczącej.
- 2000 – wykonano sieć telefonizacyjną.